# Miguel Tapias
Miguel Ángel Tapias Dávila, noto semplicemente come Miguel Tapias (Hermosillo, 9 gennaio 1997), è un calciatore messicano, difensore del Guadalajara.

## Caratteristiche tecniche
È un difensore centrale.

## Carriera
Cresciuto nel settore giovanile del Pachuca, nel 2016 viene prestato per due stagioni al Mineros de Zacatecas dove debutta il 17 luglio in occasione dell'incontro di Ascenso MX vinto 1-0 contro il Juárez.

## Statistiche

### Presenze e reti nei club
Statistiche aggiornate al 10 agosto 2021.
| Stagione        | Squadra              | Campionato      | Campionato | Campionato | Coppe nazionali | Coppe nazionali | Coppe nazionali | Coppe continentali | Coppe continentali | Coppe continentali | Altre coppe | Altre coppe | Altre coppe | Totale | Totale |
| Stagione        | Squadra              | Comp            | Pres       | Reti       | Comp            | Pres            | Reti            | Comp               | Pres               | Reti               | Comp        | Pres        | Reti        | Pres   | Reti   |
| --------------- | -------------------- | --------------- | ---------- | ---------- | --------------- | --------------- | --------------- | ------------------ | ------------------ | ------------------ | ----------- | ----------- | ----------- | ------ | ------ |
| 2016-2017       | Mineros de Zacatecas | LDA             | 17         | 0          | CM              | 6               | 0               |                    | -                  | -                  |             | -           | -           | 23     | 0      |
| 2017-2018       | Mineros de Zacatecas | LDA             | 18         | 0          | CM              | 5               | 0               |                    | -                  | -                  |             | -           | -           | 23     | 0      |
| 2018-2019       | Pachuca              | LMX             | 13         | 1          | CM              | 7               | 1               |                    | -                  | -                  |             | -           | -           | 20     | 2      |
| 2019-2020       | Pachuca              | LMX             | 6          | 0          | CM              | 6               | 0               |                    | -                  | -                  |             | -           | -           | 12     | 0      |
| 2020-2021       | Pachuca              | LMX             | 3          | 0          |                 | -               | -               |                    | -                  | -                  |             | -           | -           | 3      | 0      |
| 2021-2022       | Pachuca              | LMX             | 3          | 0          |                 | -               | -               |                    | -                  | -                  |             | -           | -           | 3      | 0      |
| Totale carriera | Totale carriera      | Totale carriera | 60         | 1          |                 | 24              | 1               |                    | -                  | -                  |             | -           | -           | 84     | 2      |